# Edwin Carewe
Edwin Carewe, eigentlich Jay John Fox, (* 5. März 1883 in Gainesville (Texas), Vereinigte Staaten; † 22. Januar 1940 in Hollywood, Kalifornien, Vereinigte Staaten) war ein US-amerikanischer Schauspieler am Theater und beim Stummfilm sowie ein Filmproduzent, Drehbuchautor und Filmregisseur.

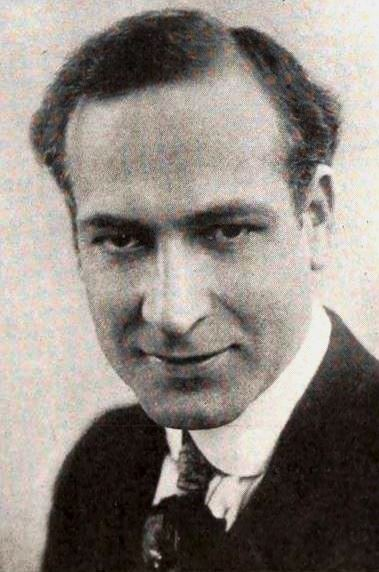
Edwin Carewe (1918)

## Leben und Wirken

### Die frühen Jahre
J. J. Fox begann sich bereits als Jugendlicher für das Theater zu interessieren, als er umherreisenden, so genannten Medicine Shows beiwohnte. Zur Jahrhundertwende beschloss er, Schauspieler zu werden. Nach kurzem Studium an den Universitäten von Texas und Missouri und der Arbeit mit regionalen Theatertruppen kam Fox nach New York, wo er sich 1910 der Dearborn Stock Company anschloss. 1912 änderte er seinen Namen in Edwin Carewe, wobei er den Vornamen vom berühmten Schauspieler Edwin Booth und Carewe, dem Namen einer Theaterrolle, die er zu dieser Zeit spielte, kombinierte. Ab diesem Jahr trat er als Angestellter der Lubin Company in Philadelphia in einer Fülle von filmhistorisch bedeutungslosen Produktionen auf, ehe er 1914 sein Debüt hinter der Kamera gab.

### Erfolge als Regisseur
Bis 1934 drehte Edwin Carewe nahezu fünf Dutzend überwiegend stumme Spielfilme. Vor allem in den ausgehenden 1920er Jahren landete er eine Reihe von kommerziellen Erfolgen, besonders mit Literaturadaptionen (z. B. Auferstehung, Ramona, Evangeline) aber auch mit dem frühen Tonfilmwestern The Spoilers mit dem Nachwuchsstar Gary Cooper. Carewe gilt überdies als Entdecker und Förderer der mexikanischen Schauspielerin Dolores del Rio, die er in den letzten Stummfilmjahren 1925 bis 1929 immer wieder besetzte (in Joanna, Die Sensation von London, Der Doppelgänger, Auferstehung, Ramona, Zigeunerrache und Evangeline). Trotz seiner Erfolge in den 1920er Jahren gelang Carewe der Übergang zum Tonfilm kaum. Nach dem Tonfilmremake von Auferstehung, das in Deutschland unter dem Titel Wo die Wolga fließt … anlief, drehte er nur noch einen Film: das 1934 erschienene, gesellschaftspolitisch hochaktuelle Sozialdrama Are We Civilized?, das trotz einer engagierten Haltung (gegen das namentlich nicht genannte Deutschland Adolf Hitlers) weder bei der Kritik noch bei dem Publikum Anklang fand.

### Familiäres
Carewe, zweimal verheiratet (mit Ehefrauen, die beide Mary hießen) und Vater von fünf Kindern, starb zum Jahresbeginn 1940 an einem Herzinfarkt. Sein jüngerer Bruder Wallace Fox (1895–1958) war ein B-Film-Regisseur, ein weiterer Bruder, Finis Fox (1884–1949), wirkte als Drehbuchautor und wurde zuletzt vor allem von Edwin Carewe bei dessen Filmen beschäftigt.

## Filmografie
Als Regisseur, wenn nicht anders angegeben:
- 1914: Across the Pacific
- 1915: Cora (auch Schauspieler)
- 1915: The Cowboy and the Lady
- 1915: Destiny
- 1915: The House of Tears
- 1916: Her Great Price
- 1916: The Snowbird
- 1916: The Sunbeam
- 1917: The Barricade
- 1917: The Greatest Power
- 1917: Her Fighting Chance
- 1918: The House of Gold
- 1918: Pals Forst
- 1919: False Evidence
- 1919: Shadows of Suspicion
- 1920: Haß und Liebe (Rio Grande) (auch Drehbuch)
- 1920: The Web of Deceit (auch Produktion)
- 1921: Habit
- 1921: Her Mad Bargain
- 1921: Plaything of Destiny
- 1922: Bahn frei! (A Question of Honor)
- 1922: I Am the Law (auch Produktion)
- 1922: Silver Wings
- 1923: Pancho Lopez, der Bandit (The Bad Man) (auch Produktion)
- 1923: The Girl of the Golden West (auch Produktion)
- 1924: Madonna of the Streets (auch Produktion)
- 1924: A Son of the Sahara (auch Produktion)
- 1925: Die Frau, die gelogen hat (The Lady Who Lied) (auch Produktion)
- 1925: Das Mädel mit den Dollar-Millionen (Joanna) (auch Produktion)
- 1925: My Son (auch Produktion)
- 1926: Die Sensation von London (High Steppers) (auch Produktion)
- 1926: Der Doppelgänger (Pals First) (auch Produktion)
- 1927: Auferstehung (Resurrection) (auch Drehbuch und Produktion)
- 1928: Ramona (Ramona)
- 1928: Vergeltung (Revenge) (auch Produktion)
- 1929: Evangeline (Evangeline) (auch Produktion)
- 1930: The Spoilers (auch Produktion)
- 1931: Wo die Wolga fließt … (Resurrection) (auch Produktion)
- 1934: Are We Civilized? (auch Produktion)